# Mossarottjärnen (Töre socken, Norrbotten, 735021-180834)
Mossarottjärnen är en sjö i Kalix kommun i Norrbotten och ingår i Kalixälvens huvudavrinningsområde.